# Canelomyia fumator
Canelomyia fumator är en tvåvingeart som beskrevs av Henry Jonathan Reinhard 1958. Canelomyia fumator ingår i släktet Canelomyia och familjen parasitflugor.
Artens utbredningsområde är Arizona. Inga underarter finns listade.